# Isla Alamode
La Isla Alamode es una isla ubicada en la bahía Margarita en la costa Oeste de la Península antártica. Es la más grande de las islas Tierra Firme por lo que es conocida también como Isla Terra Firma. Además es conocido en Argentina como Islote Alamode. Sus costas están formadas por acantilados. En su interior se pueden encontrar elevaciones de hasta 320 m s. n. m..

## Historia
Fue descubierta en 1936 por la Expedición Británica a la Tierra de Graham que estaba al mando de John Riddoch Rymill. Su nombre le fue dado por la British Antarctic Survey debido al parecido de la isla con el Pie à la Mode una especie de tarta que se sirve junto con helado. 